# Hôpital adventiste de Washington
L'hôpital adventiste de Washington (en anglais, Washington Adventist Hospital) est un centre hospitalier adventiste à Takoma Park dans le Maryland. Il est classé parmi les meilleurs hôpitaux de Washington. 

## Histoire
Après l'incendie qui détruisit le sanitarium de Battle Creek en 1902, Ellen White conseilla aux adventistes du septième jour de construire des sanitariums plus petits en différents lieux. En conséquence de ce conseil, ils achetèrent une propriété à Sligo Creek, dans la communauté rurale de Takoma Park dans le comté de Montgomery à environ 10 km de Washington.
Le Sanitarium de Washington démarra en 1907 avec une quarantaine de lits. Il fut le premier centre cardiaque du comté de Montgomery. À côté du sanitarium, un college (aujourd'hui, l'université adventiste de Washington) fut construit, et inclut la formation des infirmiers,.
Dr Lauretta Kress, l'épouse de Dr Daniel Kress (le directeur médical du sanitarium), fut la première chirurgienne du comté de Montgomery. En 1916, elle fonda une maternité. Durant sa carrière, plus de 5000 bébés naquirent dans cette maternité. 
Au fil des ans, le sanitarium s’agrandit, se dotant notamment d'une unité de soins intensifs en 1962, d'une école de radiographie en 1965, d'une unité de chirurgie en 1977 et d'un centre de la douleur de la poitrine,,. En 1973, il fut renommé l'hôpital adventiste de Washington.

## Services
- Institut de recherche cardiovasculaire
- Maternité, obstétrique et gynécologie
- Oncologie
- Services de chirurgie : générale, cardiaque et vasculaire, abdominale, thoracique, gynécologique, neurochirurgie, oncologie, colon et rectal, ophtalmologie, reconstructive et plastique, orthopédique, dentale, oto-laryngologie, gastro-intestinale, urologie, podiatrie.
- Orthopédie
- Centre de traitement de la douleur

L'hôpital adventiste de Washington est membre d'Adventist HealthCare (Soins de santé adventistes), " le premier, le plus grand et le seul système de santé à but non lucratif du comté de Montgomery ". Il travaille en coopération avec plusieurs organisations de la communauté, incluant la Mercy Health Clinic, le Mary’s Center des soins de la mère et de l'enfant et le centre multiculturel du CASA de Maryland. Il possède un " centre des disparités sanitaires " qui utilise les services d'interprètes en seize langues pour assister lors des consultations les familles qui ne parlent pas l'anglais,,.
Un nouveau hôpital de 300 lits près de White Oak, à environ 10 km du site actuel, est en construction actuellement. Son achèvement est prévu pour 2013,,,. L'hôpital adventiste de Washington maintiendra le service des urgences et des soins à Takoma Park et établira un " village de la santé et du bien-être ",,. Le nouveau hôpital et la Food and Drug Administration, aussi située à White Oak, ont conclu un accord de partenariat et collaboreront sur des questions d'ordre médical et scientifique,,. 
L'hôpital adventiste de Washington est accrédité par le Joint Commission et l'État du Maryland. Il a reçu le prix bronze d'excellence de l'association américaine du cœur.